# Гіпетральний храм

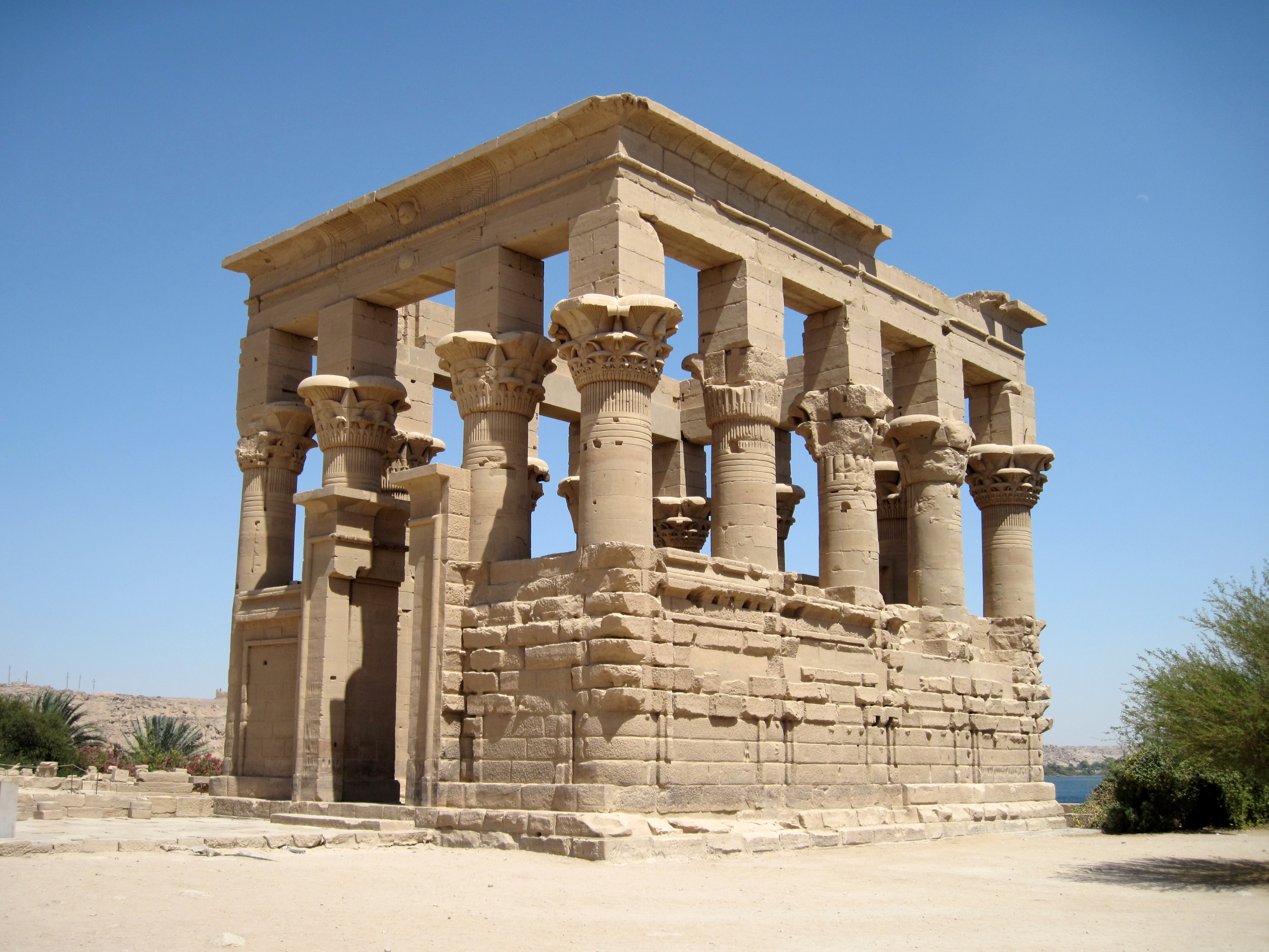
Павільйон Траяна

Гіпетральний (гіпефральний) храм (від грец. ὕπαιθρος — чисте небо) — античний храм великих розмірів, цела якого не мала перекриття і являла собою двір просто неба, тобто освітлювалася через верхній отвір.
Подібним отвором наділялись переважно храми значного розміру, наприклад, Аполлона Епікурейського поблизу Фігалії в Аркадії, Храм Посейдона, в Пестумі, афінський Парфенон, храм Зевса в Олімпії та ін. Також гіпефром називають решітчасте вікно у верхній частині головних вхідних дверей у храм, що мають своїм призначенням пропускати в нього повітря і частково світло, а разом з тим надавати більшу красу і величність зовнішньому вигляду дверей.